# 沙厂彝族乡
沙厂彝族乡是中华人民共和国贵州省毕节市大方县下辖的一个民族乡。

## 行政区划
沙厂彝族乡下辖以下村级行政区划单位：
沙厂社区、中山村、白果村、拉车村、仓上村、营竹村、营华村、兴隆村和骂陇村。